# HidroAysén
 (juillet 2025).
 (novembre 2020).
HidroAysén était un projet de constructions de cinq centrales hydroélectriques dans la région d'Aysén dans la Patagonie chilienne. Trois de ces centrales devaient être construites sur le Río Baker et deux sur le Río Pascua, affectant 4 000 habitants et inondant entre 5 900 hectares. Ce projet de 12 milliards de dollars aurait totalisé une puissance installée de 2 750 MW, et nécessité la construction d'une ligne électrique à haute tension de 2 200 km,,. Le projet était porté par Endesa et par Colbun. Le projet a été abandonné en juin 2017.

## Histoire
Les premières études sur le projet sont réalisées en 2004. À partir de 2006, une opposition au projet s'organise, avec notamment la création d'un "Conseil de défense de la Patagonie" regroupant 73 associations En 2008, une première étude d'impact est faite, suivi par plusieurs rapports en concertation avec les autorités publiques. En 2011, le projet est validé par les autorités chiliennes.
À la suite de son approbation, des manifestations ont lieu pour protester contre sa réalisation ,, regroupant 1 million de personnes. Le projet a été rejeté en juin 2014, puis abandonné en 2017.